# Mount Sheridan
Der Mount Sheridan ist ein 3139 m hoher Berg in den Red Mountains des Yellowstone-Nationalparks im US-Bundesstaat Wyoming. Er hat eine Höhe von 3139 m und liegt am Ufer des Heart Lake. Der Berg ist nach Philip H. Sheridan benannt, einem  General der U.S. Army und einem der ersten, die den Park unter Schutz stellen wollten, um ihn so vor der Zerstörung zu bewahren.

## Geschichte
Der Berg hatte in seiner Geschichte ab 1870 mehrere Namen. So gaben ihm einige der Teilnehmer der Washburn-Langford-Doane-Expedition im Jahr 1870 den Namen Brown Mountain, während Lt. Gustavus C. Doane ihn Yellow Mountain nannte. Im Jahr 1871 wurde er während der Hayden-Expedition von Ferdinand Vandeveer Hayden Red Mountain genannt. Captain John W. Barlow, ebenfalls ein Mitglied der Hayden-Expedition, bestieg den Berg am 10. August 1871 und nannte ihn schließlich Mount Sheridan zu Ehren des Generals. Jahre später wurde das gesamte Gebirge, in dem sich der Mount Sheridan befindet, Red Mountains genannt.

## Mount Sheridan Trail
Der Gipfel des Mount Sheridan kann über den etwa 5,3 Kilometer langen Mount Sheridan Trail erreicht werden. Den Anfang bildet der Heart Lake Trail, der in der Nähe des südlichen Parkeingangs beginnt und von dem der Mount Sheridan Trail abbiegt und steil den Berg hoch führt. Auf diesem Weg erhält man einen besonderen Überblick über den Heart Lake und die angrenzenden Gebirge der Teton Range.

## Einzelnachweise

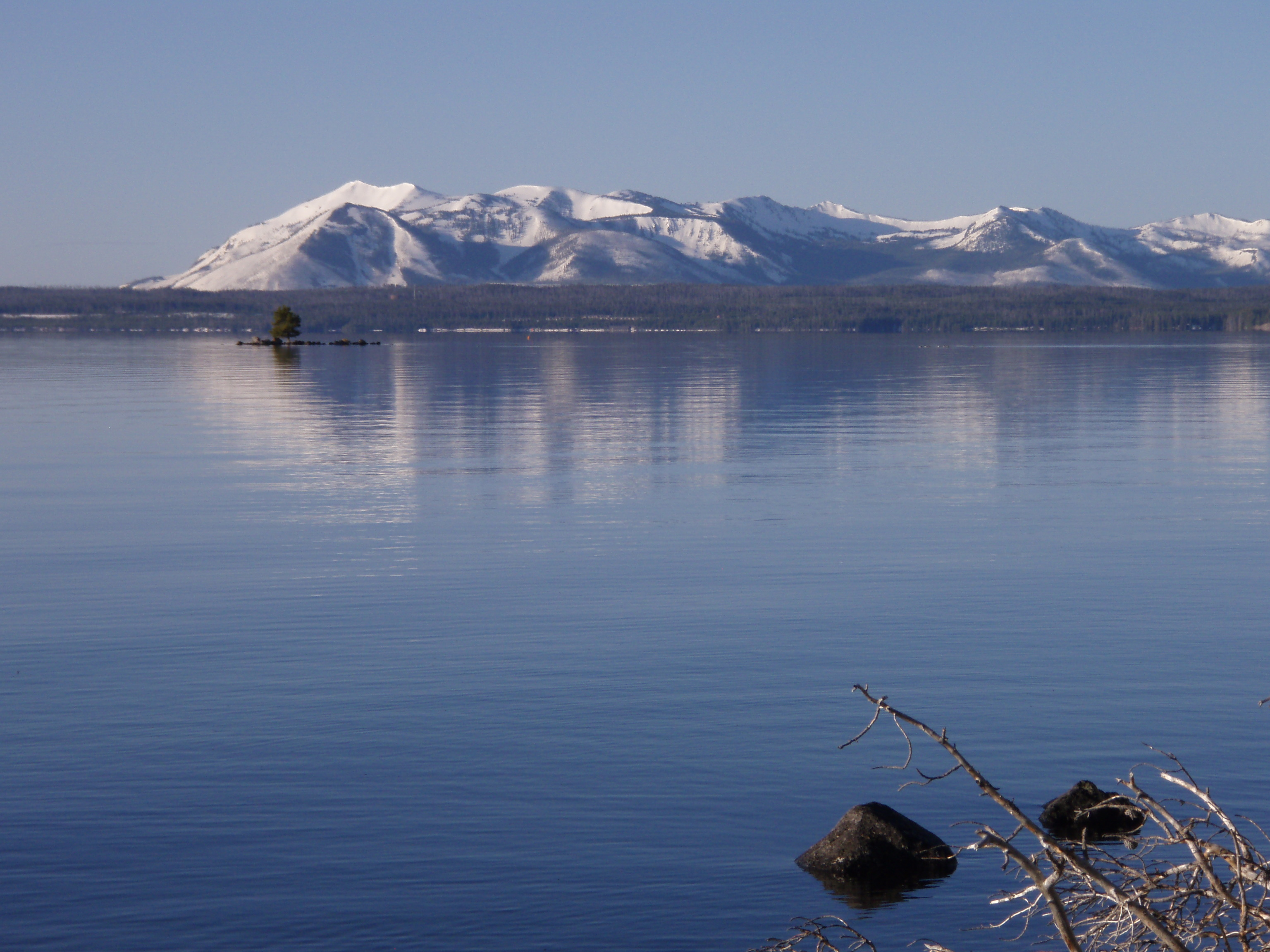
Mount Sheridan aus dem West Thumb Geyser Basin mit dem Yellowstone Lake im Vordergrund